# Зависим от защита вид
Зависим от защита вид (на английски: Lower Risk / Conservation Dependent, LR/CD) е категория видове, или по-ниски таксони, които според Червения списък на световнозастрашените видове на IUCN (Международен съюз за защита на природата) са зависими от опазване и изискват усилията за предотвратяване на превръщането на вида в застрашен от изчезване. Такива таксони трябва да бъдат постоянно във фокуса на таксон-специфични или местообитание-специфични програми за опазване, насочени към таксона, прекратяването на които би довело до застрашаване от изчезване на таксона, квалифициран в категорията в рамките на пет години.
Категория е част от IUCN 1994 Категории и критерии (версия 2.3), които вече не се използват при оценката на таксони, но продължава да се ползва в Червения списък на IUCN за таксони, оценявани преди 2001 г., когато версия 3.1 е използвана за първи път. В използването на версия 3.1 (2001 г.) тези таксони са прекласифицирани като „почти застрашен“, а тези, които не са преоценявани, остават в категория „зависим от защита“.
Има 402 таксона (148 животни и 254 растения) в Червения списък IUCN 2006, които все още се класифицират като „зависими от защита“, всички последно оценени през 2000 г. или по-рано.
С изключение на подвидове и субпопулации, има 63 вида бозайници, 14 коремоноги, 12 лъчеперки, 9 ракообразни, 5 мекотели, 3 вида влечуги, 3 насекоми и 1 акула в тази категория. 59 вида са включени, както сухоземни, 25 сладководни, 19 морски и седем сухоземни и сладководни. Тази последна група включва крокодили и костенурки.
Най-големият клас растения с този статут е Magnoliopsida (196 вида, 7 подвида, 3 разновидности), последвана от иглолистни дървета (25 SP, 3 ЕСП, 1 VAR), и Liliopsida (17 SP, 2 VaR), които заедно формират всички 254 зависими от опазване растителни таксони.